# Llautu

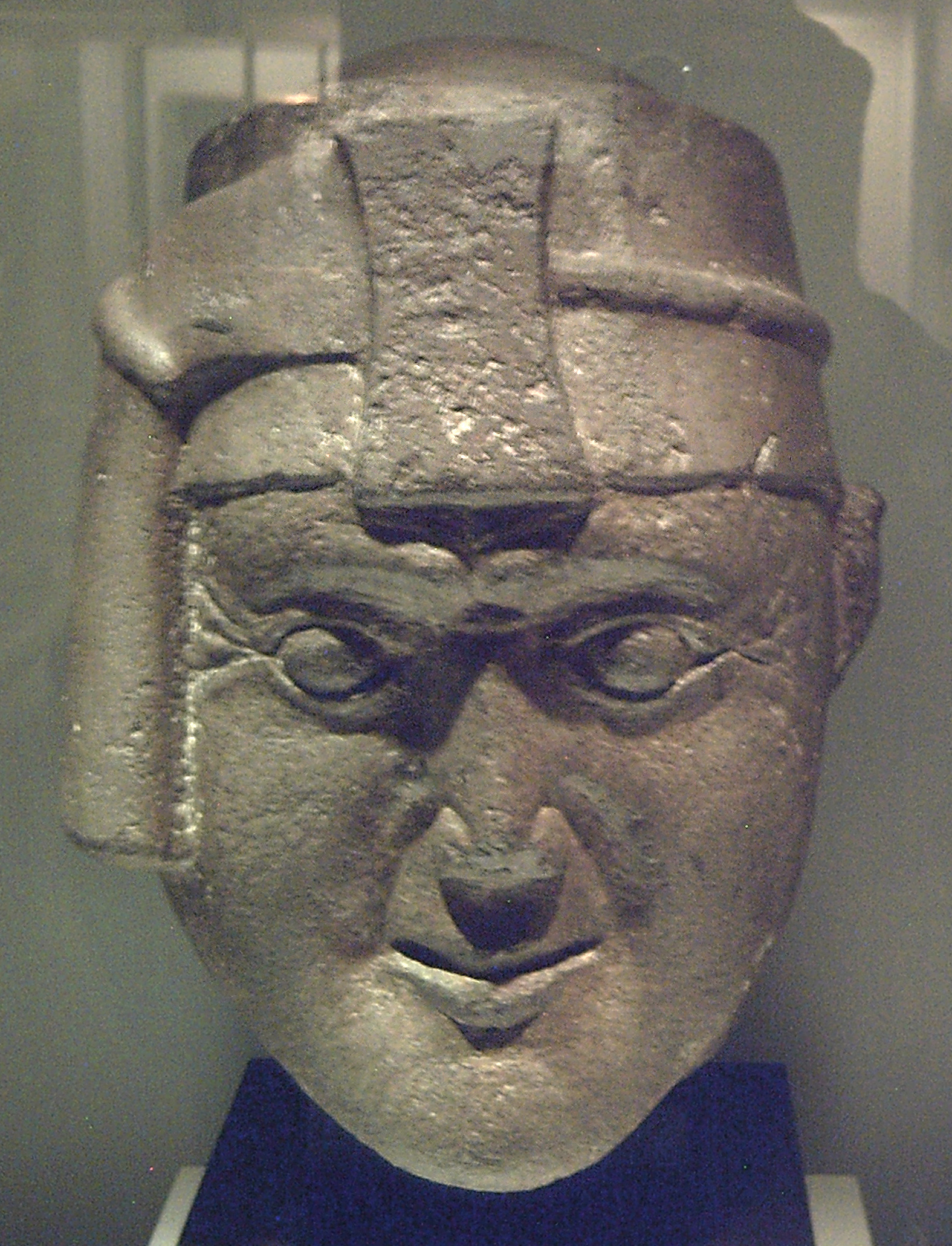
Inca-hoofd met llautu en mascapaicha (symbool van macht), uit Peru. Tussen 1400 en 1533, Museo de América

Een llautu (hispanisering van een Quechua woord) was een Inca-haarband, vaak gemaakt van van wol van kameelachtigen (vaak vicuña). Meestal was een llautu een teken van adel. De Sapa Inca droeg er een (hij werd zelfs gemummificeerd met deze hoofdband). Boven de Llautu kon hij een aigrette dragen die bestond uit twee veren van een vogel die Ccorecuenque wordt genoemd. Deze veren, 20 tot 25 centimeter lang, waren dwarsgestreept met wit en zwart, en moesten elk van een andere vleugel komen, om een symmetrisch uiterlijk te bieden.